# Stegosaurier
Stegosauria, även kända som stegosaurier eller taködlor, är en grupp av växtätande dinosaurier från mellersta jura- till äldre kritaperioderna. De har mestadels hittats på Norra halvklotet, mest i det som nu är Nordamerika och Kina. 
Ett 20-tal släkten har påträffats. Deras geografiska upphov är ännu oklart; den tidigaste stegosaurie som har hittats fanns i Kina, även om tidigare material kommer från södra England. Många forskare anser att gruppen härstammar från scelidosauriderna.
Släktet Stegosaurus, från vilken infraordningen fått sitt namn, är den mest kända stegosaurien.

## Paleobiologi
Alla stegosaurier hade rader av speciella ben, så kallade osteodermer, i form av plattor och taggar som löpte nedför ryggen och svansen. Många hade även osteodermer som såg ut som ett mellanting mellan plattor och taggar. Somliga arter bar även taggar som stack ut från skuldrorna eller buken.

### Kranium
Stegosaurierna hade karaktäristiska långa, spetsiga huvuden med en näbb av hornämnen i framdelen av över- och underkäken. Liknande strukturer kan ses hos sköldpaddor och fåglar. Stegosaurierna saknade även framtänder, med undantag för Huayangosaurus. Stegosaurierna är kända för att ha de minsta hjärnorna bland alla dinosaurierna.

### Kroppställning
Alla stegosaurier var fyrbenta djur med hovlika tår på alla fyra fötter. Hos alla stegosaurier efter Huayangosaurus är armarna kortare än benen. Det betydde att deras hastighet begränsades av deras kortaste lemmar, vilket kan tyda på att de inte kunde springa särskilt snabbt. I vissa fall kunde Stegosaurierna resa sig upp genom att ta stöd mot trädstammar, för att komma åt föda i träden.

## Referenser

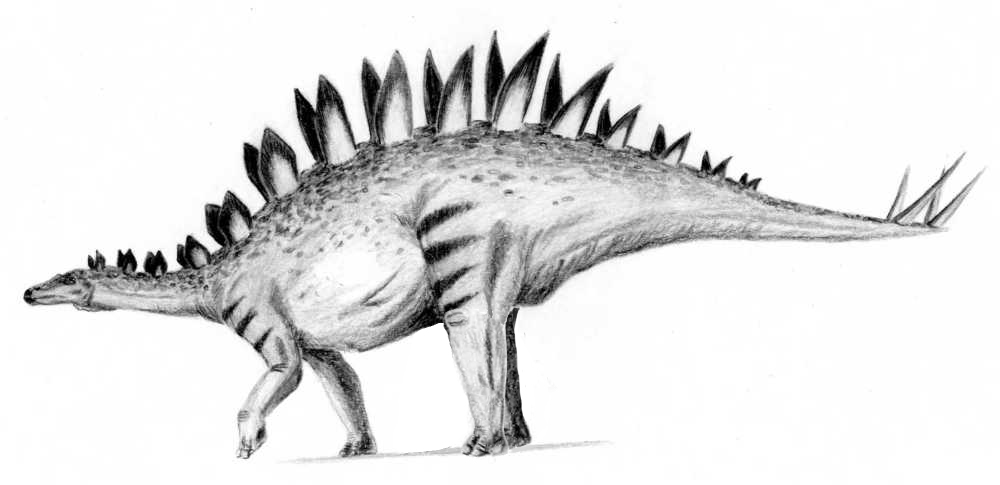
Tuojiangosaurus

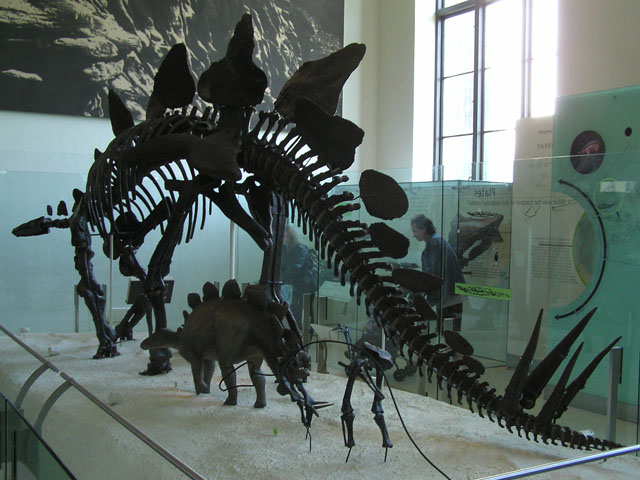
Stegosaurus

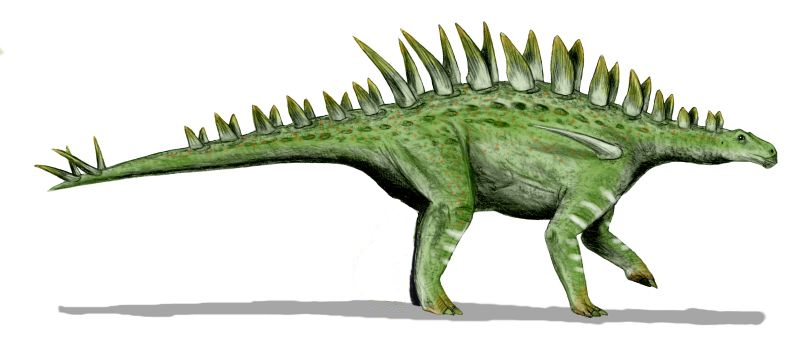
Huayangosaurus

## Släkten
†Stegosauridae
- †Changdusaurus
- †Chialingosaurus
- †Chungkingosaurus
- †Craterosaurus
- †Dacentrurus
- †Diracodon
- †Gigantspinosaurus
- †Hesperosaurus
- †Jiangjunosaurus
- †Kentrosaurus
- †Lexovisaurus
- †Monkonosaurus
- †Paranthodon
- †Stegosaurus
- †Tuojiangosaurus
- †Wuerhosaurus
- †Yingshanosaurus

†Huayangosauridae
- †Huayangosaurus
- †Regnosaurus